# Obed Mbwakongo
Obed Mbwakongo (* 1988) ist ein englischer Boxer.

## Werdegang
Obed Mbwakongo begann im Alter von 10 Jahren mit dem Boxen. Er wurde dazu Mitglied des Lynn AC Boxing Club London. Trainiert wird er dort von Samm Mullins. Während der Vorbereitung auf wichtige Wettkämpfe trainiert er auch häufig im Leistungszentrum des britischen Boxverbandes in Sheffield. Wenn ihm Zeit verbleibt verdient er sich in London noch etwas Geld als Taxifahrer. Sein um sechs Jahre jüngerer Bruder Christopher ist ebenfalls Boxer.
Als Junior war Obed Mbwakongo sehr erfolgreich. Es begann bereits im Jahre 2005, als er bei der Junioren-Weltmeisterschaft (Cadets) in der Gewichtsklasse bis 80 kg den 3. Platz belegte, wobei er im Halbfinale gegen den Kubaner Noel Hernandez nach Punkten (20:29) verlor. 2006 wurde er auch Dritter bei der Junioren-Europameisterschaft in Rom im Halbschwergewicht und belegte bei der Junioren-Weltmeisterschaft 2006 in Agadir den gleichen Platz. Bei der Junioren-Meisterschaft der Europäischen Union 2007 in Warschau erreichte er im Halbschwergewicht das Finale, in dem er gegen Melihsah Sarica aus der Türkei nach Punkten verlor (12:18). Bei der Junioren-Europameisterschaft 2007 in Sombor/Serbien schied er dagegen schon im Achtelfinale wiederum durch eine Punktniederlage gegen Melihsah Sarica aus und kam dadurch nur auf den 9. Platz.
Im Jahre 2007 wurde Obed Mbwakongo dann auch schon bei den 5. Commonwealth-Meisterschaften in Liverpool bei den Senioren eingesetzt und kam dort im Halbschwergewicht nach einem Sieg über Glenn Hunter aus Australien und einer Niederlage gegen Goodwin Amos Mwakapala aus Tansania auf den 3. Platz.
Bei der Europameisterschaft 2008 in Liverpool besiegte er im Halbschwergewicht Eemeli Katajisto aus Finnland nach Punkten (7:3), verlor aber im Viertelfinale gegen Sergej Kornejew aus Belarus und verpasste damit mit dem 5. Platz knapp die Medaillenränge. Bei den Meisterschaften der Europäischen Union in Odense/Dänemark erreicht er mit Siegen über Krzysztof Sadlori aus Polen und Hrvoje Sep aus Kroatien das Finale, in dem er allerdings gegen Imre Szellő aus Ungarn eine bittere K.-o.-Niederlage in der 2. Runde hinnehmen musste.
Kein Glück hatte Obed Mbwakongo auch bei den nächsten internationalen Meisterschaften insofern nicht, als er immer im Viertelfinale verlor und damit knapp die Medaillen verpasste. Zunächst erging es ihm bei den 6. Commonwealth-Meisterschaften 2010 in New Delhi so, wo er gegen Leonard Odilo Machichi aus Tansania nach Punkten verlor (1:4), dann schied er bei der Europameisterschaft 2010 in Moskau nach Siegen über Kennedy Katende, Schweden und Onder Ezgül, Türkei gegen Abdelkader Bouhenia aus Frankreich aus und schließlich verlor er bei den 19. Commonwealth-Spielen 2010 in New Delhi nach einem Sieg über den indischen Weltklasseboxer Dinesh Kumar durch eine Punktniederlage gegen Callum Johnson aus Schottland aus. Bei allen drei Wettbewerben belegte er damit den 5. Platz.
Bei der Europameisterschaft 2011 in Ankara verlor er dann im Achtelfinale wieder gegen Imre Szello und kam nur auf den 9. Platz.
Trotz dieser Niederlagen, die er vor allem 2010 und 2011 erlitt, gilt Obed Mbwakongo als große Hoffnung Großbritanniens für die Olympischen Sommerspiele 2012 in London im Halbschwergewicht.

## Internationale Erfolge
| Jahr | Platz | Wettbewerb                                                | Gewichtsklasse | Ergebnis |
| 2005 | 3.    | Junioren-WM (Cadets)                                      | bis 80 kg      | nach Punktsiegen über Rustam Schalimow, Aserbaidschan (18:14) und Igor Manguschew, Kasachstan (37:13) und einer Punktniederlage gegen Noel Hernandez, Kuba (20:29)                                                          |
| 2006 | 1.    | 6. Intern. Juniorenturnier in Mostar                      | Halbschwer     | nach einem Punktsieg über Marpreet Singh, Indien (8:4) |
| 2006 | 3.    | Junioren-EM in Rom                                        | Halbschwer     | nach einer Punktniederlage gegen Gianluca Galli, Italien (23:29) |
| 2006 | 3.    | Junioren-WM in Agadir                                     | Halbschwer     | nach Abbruchsiegen in der 1. Runde über Ibrahim al-Mutawa, Kuwait und in der 2. Runde über Zsolt Dudas, Ungarn, einem Punktsieg über Melihsah Sarica, Türkei (30:21) einer Abbruch-Niederlage gegen Iles Jandijew, Russland |
| 2007 | 2.    | Junioren-Meisterschaft der Europäischen Union in Warschau | Halbschwer     | nach einem Punktsieg über Ionut Bodilau, Rumänien (24:13) und einer Punktniederlage gegen Melihsah Sarica (12:18) |
| 2007 | 9.    | Junioren-EM in Sombor/Serbien                             | Halbschwer     | nach einem Punktsieg über Darius Scesnovic, Litauen (21:5) und einer Punktniederlage gegen Melihsah Sarica (4:15) |
| 2007 | 3.    | 5. Commonwealth-Meisterschaften in Liverpool              | Halbschwer     | nach einem Punktsieg über Glenn Hunter, Kanada (22:8) und einer KO-Niederlage in der 1. Runde gegen Goodwin Amos Mwakapala, Tansania                                                                                        |
| 2007 | 1.    | Golden-Gong-Tournament in Skopje                          | Halbschwer     | nach einem Punktsieg über Doru Livadura, Rumänien (23:4) |
| 2008 | 2.    | Intern. Turnier in Sheffield                              | Halbschwer     | nach Punktsieg über Yerkabulan Schinalijew, Kasachstan (14:13) und Punktniederlage gegen Abdelkader Bouhenia, Frankreich (15:21)                                                                                            |
| 2008 | 2.    | 29. Tammer-Turnier in Tampere                             | Halbschwer     | nach Punktsiegen über Jussi Jurvanen, Finnland (16:2) und Ahmad al-Taimat, Jordanien (14:0) und einer Punktniederlage gegen Babacar Kamara, Schweden (4:10)                                                                 |
| 2008 | 5.    | EM in Liverpool                                           | Halbschwer     | nach einem Punktsieg über Eemeli Katajisto, Finnland (7:3) und einer Punktniederlage gegen Sergej Kornejew, Belarus (6:13)                                                                                                  |
| 2009 | 2.    | Meisterschaft der Europäischen Union in Odense/Dänemark   | Halbschwer     | nach Abbruchsiegen in der 1. Runde über Krysztof Sadlori, Polen und in der 3. Runde über Hrvoje Sep, Kroatien und einer KO-Niederlage in der 2. Runde gegen Imre Szellő, Ungarn                                             |
| 2010 | 3.    | 54. Bocskai-Memorial in Debrecen                          | Halbschwer     | nach einem Punktsieg über Andras Engi, Ungarn (8:0) und einer Punktniederlage gegen Jose Larduet, Kuba (3:8) |
| 2010 | 5.    | 6. Commonwealth-Meisterschaften in New Delhi              | Halbschwer     | nach einer Punktniederlage gegen Leonard Odilo Machichi, Tansania (1:4) |
| 2010 | 5.    | EM in Moskau                                              | Halbschwer     | nach Punktsiegen über Kennedy Katende, Schweden (6:3) und Onder Özgul, Türkei (7:0) und einer Punktniederlage gegen Abdelkader Bouhenia (9:11)                                                                              |
| 2010 | 5.    | 19. Commonwealth-Spiele in New Delhi                      | Halbschwer     | nach einem Punktsieg über Dinesh Kumar, Indien (9:8) und einer Punktniederlage gegen Callum Johnson, Schottland (2:16) |
| 2010 | 1.    | 1. Großbritannien-Meisterschaften in Manchester           | Halbschwer     | nach Punktsieg über Lawrence Osueke, England 814:7) und Abbruchsieg in der 1. Runde über Sean Finney, Schottland |
| 2011 | 5.    | 55. Bocskai-Memorial in Debrecen                          | Halbschwer     | nach Punktsieg über Haitham Shihada, Israel (10:2) und Punktniederlage gegen Nikita Jurjewitsch Iwanow, Russland (3:11) |
| 2011 | 3.    | Gee-Bee-Tournament in Helsinki                            | Halbschwer     | nach Punktniederlage gegen Damian Hooper, Australien (8:11) |
| 2011 | 9.    | EM in Ankara                                              | Halbschwer     | nach Abbruchniederlage in der 2. Runde gegen Imre Szello |

## Englische Meisterschaften
| Jahr | Platz | Gewichtsklasse | Ergebnis                                             |
| 2007 | 1.    | Halbschwer     | nach Punktsieg im Finale über Joseph Aincough (17:9) |
| 2009 | 1.    | Halbschwer     | nach Punktsieg im Finale über Lawrence Osueke (8:3)  |

## Länderkämpfe
| Jahr | Ort              | Begegnung                                 | Gewichtsklasse | Ergebnis                                         |
| 2007 | London           | England gegen USA                         | Halbschwer     | Punktsieg über Siju Shabazz                      |
| 2008 | Gyöngyös         | Ungarn gegen England                      | Halbschwer     | Punktniederlage gegen Imre Szellő                |
| 2008 | Hajdúszoboszló   | Ungarn gegen England                      | Halbschwer     | Punktniederlage gegen Imre Szellő                |
| 2010 | Stockholm        | Schweden gegen England                    | Halbschwer     | Punktniederlage gegen Kennedy Katende            |
| 2010 | Cardiff          | Großbritannien gegen "Rest of the World"  | Halbschwer     | Punktniederlage gegen Meng Fanlong, China (3:10) |
| 2011 | Frankfurt (Oder) | Deutschland gegen England (Round Robin)   | Halbschwer     | Punktniederlage gegen Enrico Kölling (7:11)      |
| 2011 | Schwedt/Oder     | Irland gegen Großbritannien (Round Robin) | Halbschwer     | KO-Niederlage in der 1. Runde gegen Kenneth Egan |
| 2011 | Chemnitz         | Deutschland gegen Großbritannien          | Halbschwer     | Punktniederlage gegen Tyron Zeuge (11:18)        |

## Erläuterungen
- WM = Weltmeisterschaft, EM = Europameisterschaft
- Halbschwergewicht: Gewichtsklasse bis 81 kg Körpergewicht